# Andriivka, Krasnodon
Andriivka (în ucraineană Андріївка) este un sat în comuna Novohannivka din raionul Krasnodon, regiunea Luhansk, Ucraina.

## Demografie
Componența lingvistică a localității Andriivka
     Ucraineană (53,85%)
     Rusă (46,15%)
Conform recensământului din 2001, majoritatea populației localității Andriivka era vorbitoare de ucraineană (53,85%), existând în minoritate și vorbitori de rusă (46,15%).